# Gustav Košulič
Gustav Košulič (2. července 1911 Brno – 12. července 1943 Věznice Plötzensee) byl český elektrotechnik, radioamatér a odbojář z období druhé světové války popravený nacisty.

## Život
Gustav Košulič se narodil 2. července 1911 v Brně v rodině Václava Košuliče a Evy, rozené Metelkové. Vyučil se elektrotechnikem, sloužil na vojenské radiostanici na Špilberku a od roku 1937 pracoval v brněnské Kontrolní službě radiokomunikační jako inspektor amatérských radiostanic. V roce 1938 se sblížil s Marií Uhrovou, se kterou byl v roce 1940 sezdán. Manželům se v roce 1941 narodila dcera Jana, stalo se tak ale až po Košuličově zatčení. V únoru 1940 začala na našem území působit sovětská zpravodajská síť řízená GRU pod vedením Radoslava Seluckého, pro kterou Gustav Košulič pracoval jako radista a kterého zverboval Vladislav Bobák. Gestapu se podařilo síť za pomoci technických prostředků i konfidenta nasazeného přímo na Radoslava Seluckého rozkrýt. Společně s dalšími byl Gustav Košulič v březnu 1941 zatčen. Byl vězněn a vyslýchán v Brně, Petschkově paláci, Drážďanech, Erfurtu a nakonec v berlínské věznici Alt-Moabit. Společně s ostatními spolupracovníky včetně Vladislava Bobáka i Radoslava Seluckého byl ve dnech 11. a 12. listopadu 1941 odsouzen k trestu smrti, který byl vykonán gilotinou 12. července 1943 ve věznici Plötzensee.

## Posmrtná ocenění
- V roce 1946 byla po Gustavu Košuličovi pojmenována ulice v brněnských Horních Heršpicích
- Volací značka Gustava Košuliče OK2GU byla umístěna do síně slávy Českého radioklubu